# Хатмуллін Едуард Васильович
Едуа́рд Васи́льович Хатму́ллін (1970, м. Костянтинівка, Донецька область — 30 квітня 2024, Харківська область) — український волонтер, доброволець, військовослужбовець 57 ОМПБр Збройних сил України, учасник російсько-української війни.

## Життєпис
Едуард Хатмуллін народився 1970 року в місті Костянтинівці на Донеччині.
Від 2014 року один зі співзасновників ГО «Схід та Захід єдині». Активно волонтерив з початку АТО.
Після початку повномасштабного російського вторгнення із сім'єю переїхав до Шумська. Згодом вирушив на фронт. Служив у складі підрозділу Санти і 57-й окремій мотопіхотній бригаді. Брав участь у бойових діях на Донеччині та Харківщині. Загинув 30 квітня 2024 року на Куп'янському напрямку під час рятування побратимів.
6 травня 2024 року із Едуардом попрощалися на Майдані Незалежності в Києві. Похований 7 травня 2024 року в місті Шумську Кременецького району.
Залишилися дружина та син.

## Нагороди
- почесний громадянин Тернопільської области (2025, посмертно)[2].